# SN 2007jl
SN 2007jl – supernowa typu Ia odkryta 3 września 2007 roku w galaktyce A212916-0100. W momencie odkrycia miała maksymalną jasność 21,70m.